# Райт (Вайомінг)
Райт (англ. Wright) — місто (англ. town) в США, в окрузі Кемпбелл штату Вайомінг. Населення — 1644 особи (2020).

## Географія
Райт розташований за координатами 43°44′55″ пн. ш. 105°29′46″ зх. д. / 43.74861° пн. ш. 105.49611° зх. д. (43.748514, -105.496241).  За даними Бюро перепису населення США в 2010 році місто мало площу 7,39 км², уся площа — суходіл.

## Демографія
Згідно з переписом 2010 року, у місті мешкало 1807 осіб у 685 домогосподарствах у складі 476 родин. Густота населення становила 245 осіб/км².  Було 813 помешкання (110/км²).
Расовий склад населення:
| - 94,5 % — білих - 1,4 % — корінних американців - 0,2 % — азіатів - 0,1 % — чорних або афроамериканців - 1,8 % — осіб інших рас |

До двох чи більше рас належало 2,0 %. Частка іспаномовних становила 6,2 % від усіх жителів.
За віковим діапазоном населення розподілялося таким чином: 30,5 % — особи молодші 18 років, 67,3 % — особи у віці 18—64 років, 2,2 % — особи у віці 65 років та старші. Медіана віку мешканця становила 32,8 року. На 100 осіб жіночої статі у місті припадало 122,0 чоловіків;  на 100 жінок у віці від 18 років та старших — 127,9 чоловіків також старших 18 років.
Середній дохід на одне домашнє господарство  становив 84 680 доларів США (медіана — 77 114), а середній дохід на одну сім'ю — 82 225 доларів (медіана — 76 977). Медіана доходів становила 66 970 доларів для чоловіків та 42 548 доларів для жінок. За межею бідності перебувало 5,9 % осіб, у тому числі 9,0 % дітей у віці до 18 років та 0,0 % осіб у віці 65 років та старших.
Цивільне працевлаштоване населення становило 1253 особи. Основні галузі зайнятості: сільське господарство, лісництво, риболовля — 37,0 %, освіта, охорона здоров'я та соціальна допомога — 12,9 %, будівництво — 10,5 %, мистецтво, розваги та відпочинок — 9,1 %.
За даними перепису 2000 року,
на території муніципалітету мешкало 1347 людей, було 475 садиб та 388 сімей.
Густота населення становила 189,1 осіб/км². Було 544 житлових будинків.
З 475 садиб у 48,4% проживали діти до 18 років, подружніх пар, що мешкали разом, було 68,6 %,
садиб, у яких господиня не мала чоловіка — 7,2 %, садиб без сім'ї — 18,3 %.
Власники 15,4 % садиб мали вік, що перевищував 65 років, а в 1,9 % садиб принаймні одна людина була старшою за 65 років.
Кількість людей у середньому на садибу становила 2,84, а в середньому на родину 3,15.
Середній річний дохід на садибу становив 53 125 доларів США, а на родину — 55 764 доларів США.
Чоловіки мали дохід 46 058 доларів, жінки — 22 955 доларів.
Дохід на душу населення був 20 126 доларів.
Приблизно 3,9 % родин та 6,1 % населення жили за межею бідності.
Серед них осіб до 18 років було 6,8 %, і понад 65 років — 33,3 %.
Середній вік населення становив 34 років.